# Jean-Pierre Giudicelli
Jean-Pierre Giudicelli   (Pau, 20 de febrer de 1943 - Ais de Provença, 28 d'abril de 2024) va ser un pentatleta francès, ja retirat, que va competir durant les dècades del 1960 i 1970.
Durant la seva carrera esportiva va prendre part en dues edicions dels Jocs Olímpics d'Estiu. El 1968, a Ciutat de Mèxic, va aconseguir el millor resultat, amb una medalla de bronze en la competició per equips del programa de pentatló modern. Formà equip amb Lucien Guiguet i Raoul Gueguen. Quatre anys més tard, als Jocs de Múnic, tornà a disputar dues proves del programa de pentatló modern. Destaca la setena posició en la competició per equips.